# Shuangshan, Shandong
Shuangshan (kinesiska: 双山街道) är en socken i Kina. Den ligger i provinsen Shandong, i den östra delen av landet, omkring 52 kilometer öster om provinshuvudstaden Jinan. Antalet invånare är 121 487. Befolkningen består av 61 763 kvinnor och 59 724 män. Barn under 15 år utgör 12,0 %, vuxna 15-64 år 82 %, och äldre över 65 år 4,0 %.
Genomsnittlig årsnederbörd är 818 millimeter. Den regnigaste månaden är juli, med i genomsnitt 300 mm nederbörd, och den torraste är januari, med 6 mm nederbörd.